# Apt (софтуер)
Apt (Advanced Packaging Tool) е система за управление на пакети, която се използва в Debian и Debian базираните дистрибуции (като например Ubuntu). Тя е една от най-старите (пусната е за пръв път на 31 март 1998). Автоматично покрива зависимостите и следи за грешки в тях. С нея могат да се теглят, инсталират и премахват deb пакети, използвайки dpkg.
Apt системата включва няколко инструмента:
- apt(-get) – основният инструмент, чрез който се осъществява пакетното управление.
- apt-setup
- dselect – приложение, което позволява разглеждането на списъци с пакети и инсталирането на избрани пакети.

Също така има и друг софтуер, който работи с apt, например:
- Aptitude – усъвършенстван инструмент, който комбинира възможностите на apt-get и dselect.
- Synaptic – мениджър на пакети c GTK+ графичен потребителски интерфейс за системата apt.
- Gdebi – графична програма, с която може да се инсталират и премахват изтеглени deb пакети.
- Muon
- Apper – графичен мениджър на пакети и софтуер център.
- Gnome Software – софтуерен център на GNOME.
- Discover – софтуерен център на KDE.